# Oligosoma waimatense
Oligosoma waimatense är en ödleart som beskrevs av  Mccann 1955. Oligosoma waimatense ingår i släktet Oligosoma och familjen skinkar. IUCN kategoriserar arten globalt som sårbar. Inga underarter finns listade i Catalogue of Life.